# Kor Ket
Kornelis (Kor of Cor) Ket (Leeuwarden, 16 januari 1920 – Groningen, 20 juni 1955) was een Nederlands violist en dirigent.

## Levensloop
Kor Ket was zoon van goudsmid Jan Ket en Elisabeth van der Zee.
Hij kreeg zijn opleiding aan het Koninklijk Conservatorium Brussel en van onder andere Jo Juda, Oskar Back en Jaap Spaanderman.
Hij werd in 1948 tweede violist en leider van de tweede violen in het in 1946 opgerichte Ljouwerter Orkest Forbân ("Leeuwarder Orkest Verband"), het latere Frysk Orkest. Niet veel later werd hij repetitor daar en in 1949 werd hij dirigent bij genoemd orkest. Hij had indruk gemaakt tijdens een uitvoering van de Johannes-Passion van Johann Sebastian Bach, waarbij hij als onervaren dirigent inviel voor de opgestapte George Stam, ook een van zijn leermeesters net als Hein Jordans. In 1948 had hij al het Leeuwarder Bachkoor opgericht. Hij gaf tevens leiding aan het Gemengd Koor Grou en het Friese Jeugd Orkest.
Kor Ket overleed tijdens of na een zware hartoperatie in het Academisch Ziekenhuis Groningen.

## Postuum

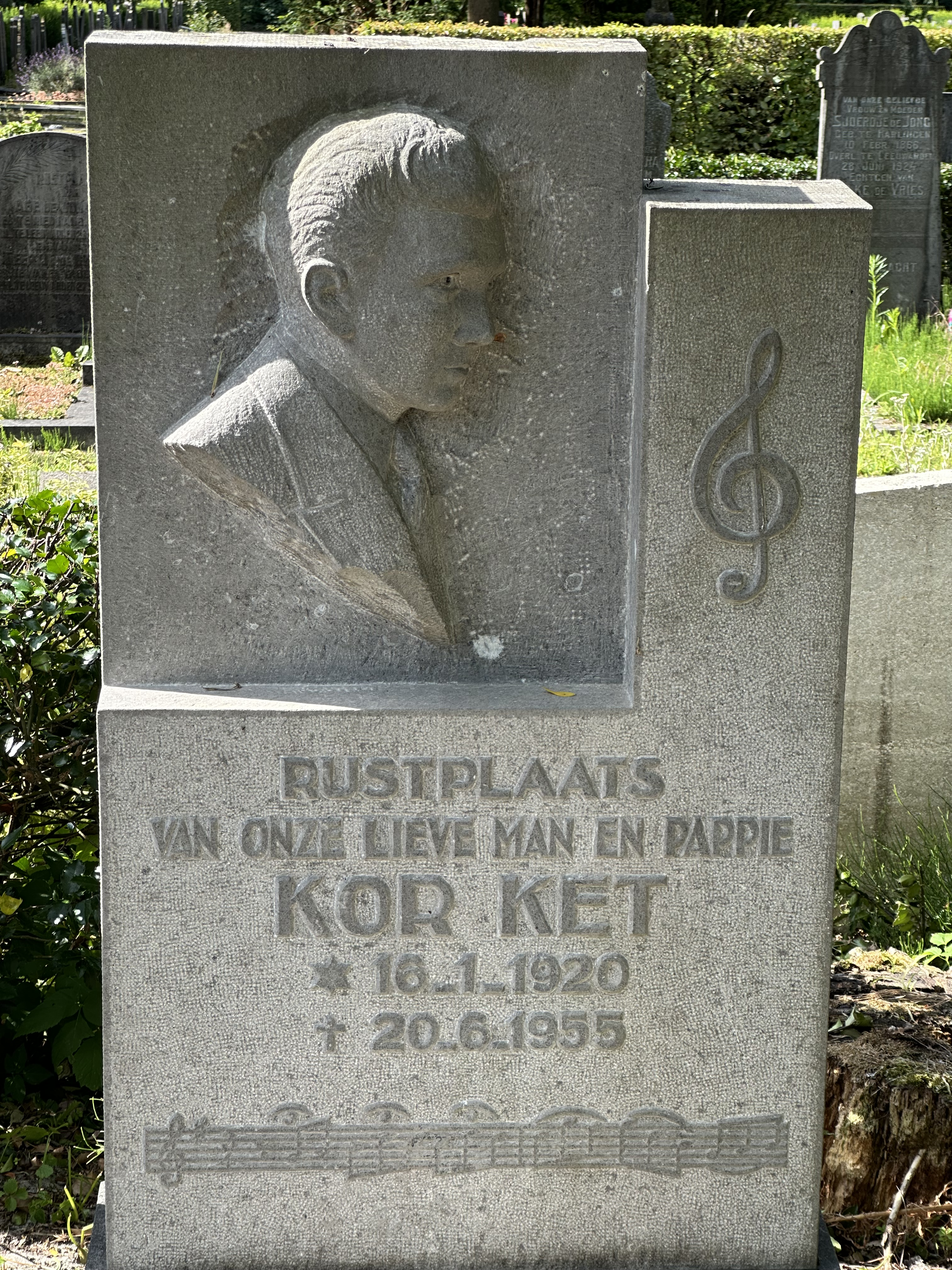
Kets graf op de Noorderbegraafplaats te Leeuwarden

Kets vroegtijdig overlijden was een zware slag voor het Friese culturele leven. Hij werd tot in de Eerste Kamer der Staten-Generaal herdacht. Hij werd begraven op de Algemene Begraafplaats Leeuwarden aan het Schapendijkje.
Voor hem werden in september 1955 twee herdenkingsconcerten gegeven met medewerking van alle genoemde instellingen en leraren; beide keren was DeHarmonie tot de nok toe gevuld.
Hij kreeg postuum het Gouden Viooltje (wisselprijs in het Friese muziekleven) toebedeeld. Alfred Salten volgde hem als dirigent op bij het Frysk Orkest.

## Persoonlijk
Ket was getrouwd met zangeres Geertruida Maria (Truus) Adema (Leeuwarden, 29 september 1927 - aldaar, 15 december 1986). Zij was dochter van kunstenaar Gerhardus Jan Adema en Kornelia de Vries. Zij was medeoprichter van het Leeuwarder Bachkoor, waarin zij zong, maar waarbij zij ook als solist optrad. Zoon Jaap Ket (1955) werd eveneens kunstenaar.
- International Standard Name Identifier: 0000 0004 1980 8325
- Nederlandse Thesaurus van Auteursnamen: 156676958
- Virtual International Authority File: 290734654